# 巴黎第四大学
巴黎第四大学即巴黎-索邦大学(法语: Université Paris-Sorbonne (Paris IV))，是位于法国巴黎的一所大学，成立于1971年，由原巴黎大学析置。巴黎第四大学是Sorbonne的主要集成者，继承了原巴黎大学的人文科学一部分。学生23 324人。专业有希腊语、哲学、历史、地理、英语、德语等。2018年，與巴黎第六大學（原巴黎大学理学院的主要继承者 （页面存档备份，存于））合并为索邦大学。